# باروج (أرومية)
باروج هي قرية في مقاطعة أرومية، إيران. يقدر عدد سكانها بـ 141 نسمة بحسب إحصاء 2016.